# Kanekoa azumensis
Kanekoa azumensis là một loài bọ cánh cứng trong họ Cerambycidae.